# شيرين درق (أوتش هاتشا)
شیرین درق (بالفارسية: شیرین‌درق) هي منطقة سكنية تقع في إيران في قسم أوتش هاتشا الریفي. يقدر عدد سكانها بـ 165 نسمة .